# Carlo Collodi
Carlo Collodi, pravo ime Carlo Lorenzini (Firenca, 24. studenog 1826. – Firenca, 26. listopada 1890.), talijanski književnik.
Najpoznatije djelo mu je "Neobični doživljaji lutka Pinocchia". 

## Životopis
Talijanski pisac i novinar Carlo Collodi rođen je 24. studenog 1826. godine u Firenzi kao Carlo Lorenzini. Odrastao je u obitelji kuhara Domenica i sluškinje Angele (rođ. Orzali) Lorenzini kao prvo od desetoro djece. Djetinjstvo je proveo u toskanskom selu Collodi (nedaleko grada Pescia) u kojem je rođena njegova majka i po kojem je kasnije uzeo svoj spisateljski pseudonim. Nakon završene osnovne škole u Collodiju poslan je na daljne rimokatoličko sjemenište Val d'Elsa kako bi postao svećenik. No, Carlo će prekinuti školovanje i početi raditi kao prodavač knjiga, a kasnije i kao novinar. 
Kada se pokret za talijansko narodno ujedinjene raširio Italijom Collodi se aktivno uključio u politiku. U dobi od 22 godine postao je novinar lista Il Fanfulla koji se zalagao za ujedinjene talijanskih zemalja u jedinstvenu državu. Godine 1848. utemeljio je satirički list Il Lampione koji je već 1849. godine zabranjen na intervenciju samog toskanskog velikog vojvode. Njegov naredni novinarski projekt La Scaramuccia bio je bolje sreće, a list Il Lampione ponovno je pokrenuo 1860. godine. Nakon 1870. godine radi kao kazališni kritičar i novinarski urednik pišući pod raznim pseudonimima i o raznim temama u rasponu od politike do glazbe. 
Bavi se i prevođenjem te se okreće djelima koja se bave tematikom dječje fantazije pa tako na talijanski jezik prevodi bajke francuskog pisca Charlesa Perraulta (npr. Uspavana ljepotica, Mačak u čizmama). Ta ga djela toliko obuzimaju da i sam počinje pisati dječje priče, a najpozantije su iz tog perioda serije pirča o Giannettinu. Svoje najčuvenije djelo Storia di un burattino (Priča o lutku), znano i kao La avventure di Pinocchio (Pinokijeve avanture) počeo je pisati 1880. godine. Djelo je u nastavcima objavljivano, počeviši od 1881. godine, u listu Il Giornale dei Bambini, prvom talijskom listu za djecu. Priča o drvenom lutku Pinocchiju koji oživi, a pri svakoj laži koju izgovori nos mu se poveća, u samim je počecima zabilježilo uspjeh kod publike. No, pravi će uspjeh doživjeti tek nakon piščeve smrti jer to će djelo mnoge filmske stvaratelje, među ostalima i samog Walta Disneyja, nadahnuti za stvaranje brojnih filmskih djela.
Carlo Collodi preminuo je 26. listopada 1890. godine, a pokopan je u mjestu San Miniato al Monte.

## Vanjske poveznice
- Collodijeva biografija na hrvatskom jeziku  Arhivirana inačica izvorne stranice od 10. lipnja 2007. (Wayback Machine)
- Pinocchio na talijanskom (digitalna knjižnica Liber liber)

## Dozvola
moljac.hr :: Carlo Collodi, uz dozvolu autora teksta